# 610
Раннє Середньовіччя. Триває чума Юстиніана. У Східній Римській імперії завершилося правління Фоки, розпочалося правління Іраклія. Лангобарди частково окупували Італію і утворили в ній Лангобардське королівство. Франкське королівство розділене між правителями з династії Меровінгів. Іберію займає Вестготське королівство. В Англії триває період гептархії. Авари та слов'яни утвердилися на Балканах. Центр Аварського каганату лежить у Паннонії.
Китай об'єднаний під правлінням династії Суй. Індія роздроблена. В Японії триває період Ямато. У Персії править династія Сассанідів. Степову зону Азії та Східної Європи контролює Тюркський каганат, розділений на Східний та Західний.
На території лісостепової України в VII столітті виділяють пеньківську й празьку археологічні культури. У VII столітті продовжилося швидке розселення слов'ян. У Північному Причорномор'ї співіснують різні кочові племена, зокрема кутригури, утигури, сармати, булгари, алани, авари, тюрки.

## Події
- Іраклій повалив візантійського імператора Фоку і став імператором Візантії.
- Прихильники католицизму у Вестготському королівстві убили короля Віттеріха під час бенкету в Толедо. Новим королем вестготів проголошено Гундемара, герцога Нарбонна.
- Авари здійснили напад на Північну Італію.
- В Антіохії відбулося єврейське повстання.
- Перси взяли Халкедон.
- У Франкському королівстві Теодеберт II захопив значну частину земель свого брата Теодоріха, зокрема Ельзас.
- Постало кельтське королівство Ергінг.

## Померли
- Візантійський імператор Фока